# Jan Braś
Jan Antoni Braś (ur. 9 lipca 1943 w Jaworniku, zm. 15 sierpnia 2006) – polski górnik i polityk, poseł na Sejm PRL VIII i IX kadencji.

## Życiorys
Z zawodu technik górnik. Pracował jako sztygar oddziału wydobywczego w Kopalni Węgla Kamiennego „Mysłowice” w Mysłowicach.
W 1962 wstąpił do Polskiej Zjednoczonej Partii Robotniczej. W 1981 z jej ramienia objął mandat posła na Sejm PRL VIII kadencji po Zdzisławie Grudniu, reprezentował okręg Katowice. Był członkiem komisji sejmowych: Górnictwa, Energetyki i Chemii; Prac Ustawodawczych oraz Górnictwa, Energetyki i Wykorzystania Zasobów Naturalnych. W 1985 z tego samego okręgu uzyskał reelekcję. W Sejmie IX kadencji zasiadał w Komisji Prac Ustawodawczych, Komisji Spraw Samorządowych oraz w Komisji nadzwyczajnej do rozpatrzenia projektu ustawy o zmianach w organizacji naczelnych i centralnych organów administracji państwowej.
Odznaczony Orderem Sztandaru Pracy II klasy, Medalem 40-lecia Polski Ludowej oraz Brązowym, Srebrnym i Złotym Krzyżem Zasługi.
Pochowany na cmentarzu parafialnym przy ul. Mikołowskiej w Mysłowicach.